# Mitrasacme tenuiflora
Mitrasacme tenuiflora är en tvåhjärtbladig växtart som beskrevs av George Bentham. Mitrasacme tenuiflora ingår i släktet Mitrasacme och familjen Loganiaceae. Inga underarter finns listade i Catalogue of Life.